# Georges Masri
Georges Masri (Aleppo, 26 de maio de 1968) é um clérigo sírio e arcebispo greco-católico melquita de Aleppo.
Georges Masri frequentou a Escola Primária dos Irmãos da Escola Marista e depois a Escola Al-Iman em sua cidade natal. Ele então estudou literatura francesa em Aleppo antes de entrar no seminário patriarcal de Saint Anne em Raboueh em 1987. A partir de 1995, Masri estudou filosofia e teologia católica no Instituto St. Paul de Teologia e Filosofia em Harissa. Em 24 de abril de 1999, Masri recebeu o Sacramento da Ordem do Arcebispo greco-católico melquita de Aleppo, Jean-Clément Jeanbart BA.
De 2000 a 2013, Georges Masri foi pároco da paróquia de St Dimitrios em Jabrie. Ele também trabalhou como espiritual para vários movimentos espirituais. Masri também foi responsável pelo jornal da igreja diocesana. Em 15 de agosto de 2013, Georges Masri Synkellos tornou-se a Arquieparquia de Aleppo. Ao mesmo tempo, ele recebeu o título honorário de Arquimandrita.
O Sínodo dos Bispos dos Bispos Greco-Católicos Melquitas o elegeu Arcebispo de Aleppo em 26 de junho de 2021. O Papa Francisco aprovou a eleição em 17 de setembro de 2021. O patriarca greco-católico melquita de Antioquia, Joseph Absi SMSP, o consagrou bispo em 27 de novembro do mesmo ano na Igreja de São Jorge em Aleppo; Os co-consagradores foram o arcebispo greco-católico melquita emérito de Aleppo, Jean-Clément Jeanbart BA, e o vigário patriarcal de Damasco, o arcebispo Nicolas Antiba BA. A posse aconteceu no dia seguinte.